# Сімс Корнер Ескерс і Камеса
47°49′30″ пн. ш. 119°22′01″ зх. д. / 47.825° пн. ш. 119.367° зх. д.
Сімз-Корнер-Ескерз-енд-Камез (англ. Sims Corner Eskers and Kames) — національна природна пам’ятка, що розташована в окрузі Дуглас, штат Вашингтон, а також природні визначні пам’ятки каньйону Макніл, що знаходяться неподалік, і природні пам’ятки Боулдер-парк, містять класичні приклади льодовикових форм рельєфу: льодовикові ератичні валуни, кінцеві морени, ескери та ками. Розташовано на плато Вотервіль Колумбійського плато на півночі центральної частини штату Вашингтон у Сполучених Штатах.

## Геологічна історія

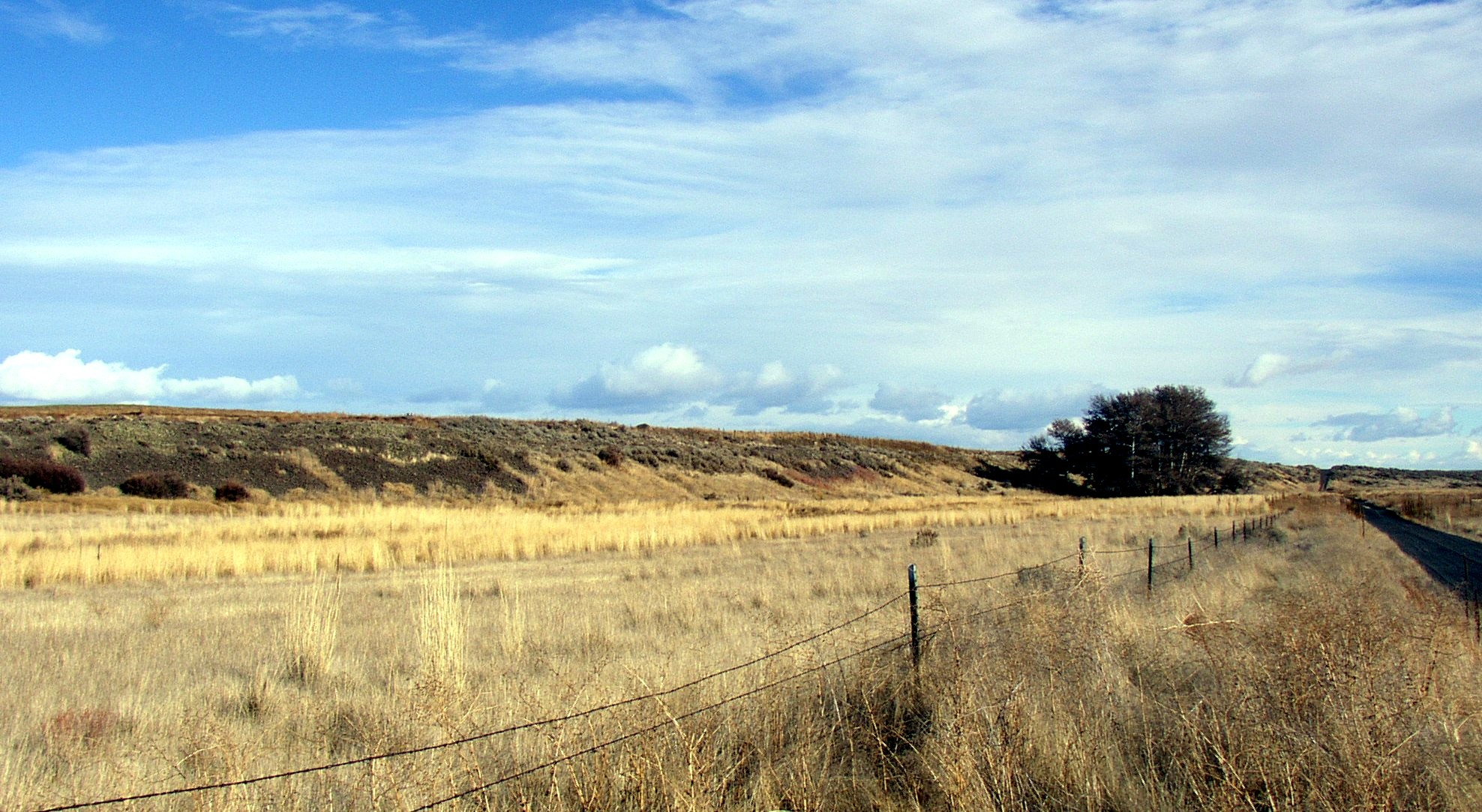
Ескер біля Сімз-Корнер. Зверніть увагу на дерева поруч з ескером і односмугову дорогу, що перетинає ескер праворуч, що забезпечує масштаб.

### Плато
Сімз-Корнер-Ескерз-енд-Камез розташовано на плато Вотервіль, (північний захід Колумбійського плато). Плато утворено на вершині базальтової групи річки Колумбія, великої магматичної провінції, яка лежить у штатах Вашингтон, Орегон і Айдахо. Під час середнього та пізнього міоцену тут відбулась одна із найбільших базальтових повеней в історії Землі, що охопило близько 163 700 км² терену на північному заході Тихого океану, утворюючи велику магматичну провінцію з оціночним об’ємом 174 300 км³. Виверження були найсильнішими 17–14 мільйонів років тому, коли було вивільнено понад 99% базальту. Менш інтенсивні виверження тривали 14–6 мільйонів років тому.
Ці трапи були значною мірою оголені внаслідок ерозії під час Міссульських повеней — в Гранд-Кулі та Мозес-Кулі. 

### Льодовикова історія

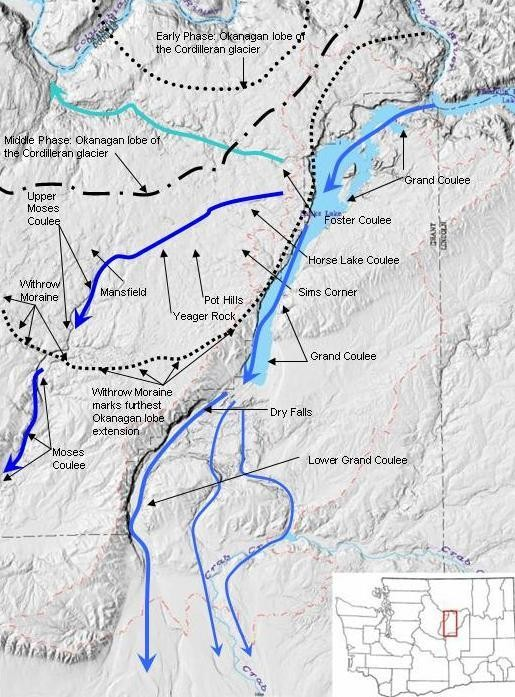
Ілюстрація льодовикового впливу.

Два мільйони років тому почалася епоха плейстоцену, під час якого терен зазнав заледеніння. Льодовик покривав Колумбійське плато, досягаючи на півдні середини плато Вотервіль над Гранд-Кулі та верхів'їв Мозес-Кулі. У деяких районах на північ від Гранд-Кулі товщина льодовика досягала 3 км. Борозни в оголеній гранітній основі все ще видно в цьому районі від руху льодовиків і численні ератичні валуни у піднесеній на північний захід частині каньйону.

### Створення Фостер-Кулі, Гранд-Кулі та Мозес-Кулі

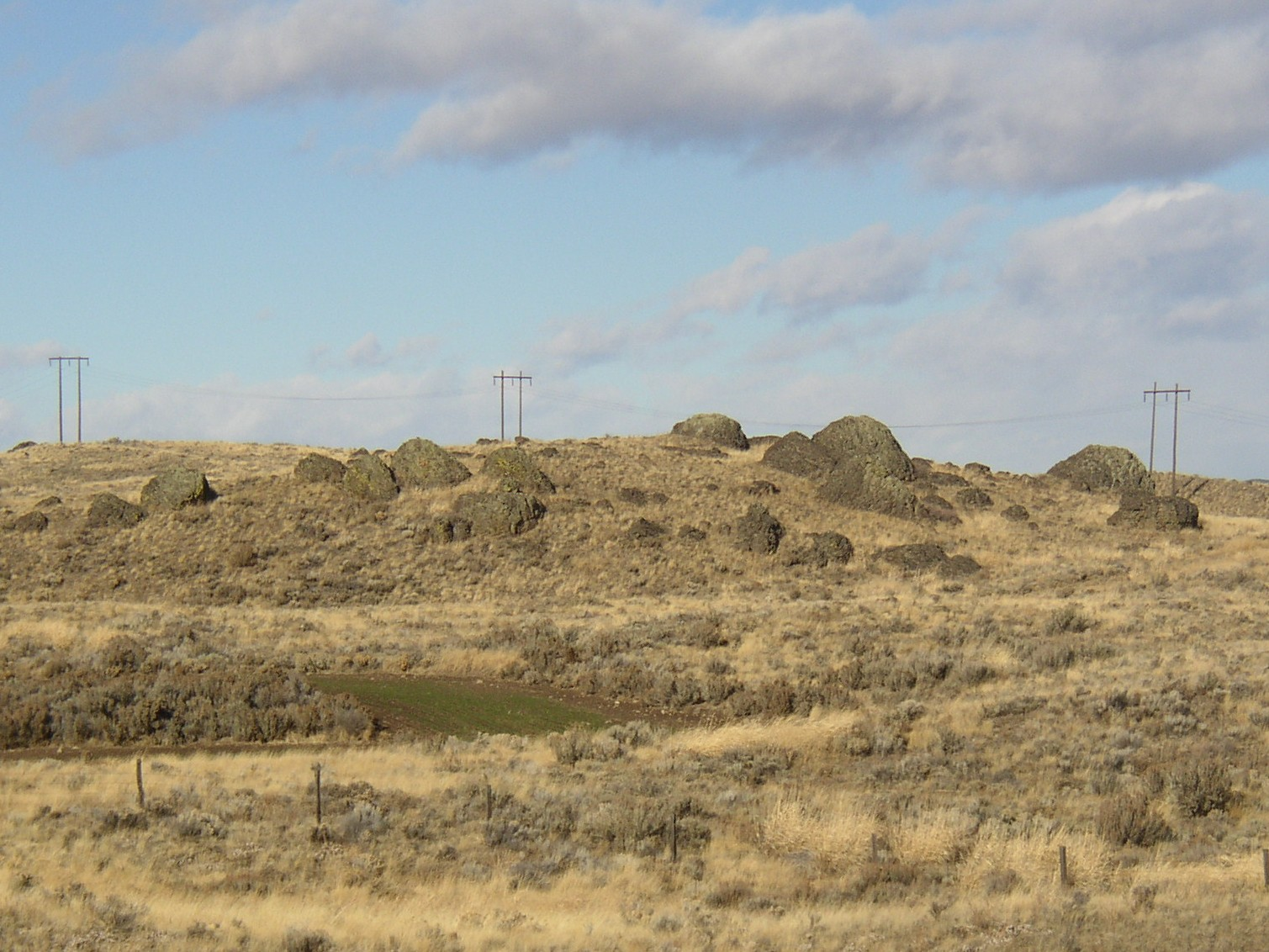
Кінцева морена з численними ератичними валунами на кінці Оканоганського язика на плато Вотервіль.

Оканоганський язик Кордильєрського льодовикового щита рухався вниз долиною річки Оканоган і заблокував стародавній шлях річки Колумбія, створивши Льодовикове озеро Колумбія. Спочатку вода скидалася з Льодовикового озера Колумбія, через Гранд-Кулі і далі через Фостер-Кулі до річища Колумбії. Коли льодовик просувався далі на південь, Фостер-Кулі було відрізано, і річка Колумбія потім прямувала через Мозес-Кулі — на південь та трохи на схід від давнього та нинішнього річища Колумбії. Коли Оканоганський язик блокував Мозес-Кулі; річка Колумбія знайшла наступний найнижчий маршрут через регіон — сучасний Гранд-Кулі. Протікаючи через нинішні регіони Гранд-Кулі та Драй-Фоллз, Колумбія льодовикового періоду була у складі сточища Квінсі та впадала до Краб-Крік, далі долиною Краб-Крік на південь повз Френчман-Гіллз і повернувши на захід, вздовж північних схилів гір Седдл, де біля Сентинельської брами поверталась до старого та сучасного річища Колумбії.

## Інтернет-ресурси
- U.S. National Park Service on Sims Corner Eskers and Kames